# کارزار بالکان
نبرد بالکان نبردی است در جنگ جهانی دوم که در تاریخ ۲۸ اکتبر سال ۱۹۴۰ با حمله ارتش ایتالیا به خاک یونان شروع شد و در نهایت به تصرف آلبانی، یوگسلاوی و یونان انجامید.